# Jacques Dubois (archéologue)
Pour les articles homonymes, voir Jacques Dubois et Dubois.
Jacques Dubois, né le 5 mars 1929 à Semur-en-Auxois (Côte-d'Or) et mort le 19 octobre 2016 à Tours, est un enseignant et archéologue français.
Professeur de physique et de chimie dans un lycée de Tours, il est également passionné d'archéologie et, pendant plus de 20 ans, il réalise des campagnes annuelles de prospection aérienne qui aboutissent à la découverte de très nombreux sites. Il participe aussi à l'étude de l'amphithéâtre de Tours dans les années 1970.

## Biographie
Jacques Dubois naît le 5 mars 1929 à Semur-en-Auxois où il conserve des attaches pendant toute sa vie.
En 1961, il crée un club d'archéologie au lycée Paul-Louis Courier de Tours, où il enseigne la physique et la chimie en tant que professeur agrégé. À partir de 1972 il rejoint l'abbé Jean-Paul Sazerat qui fouille les vestiges de l'amphithéâtre de Tours ; leurs recherches sont décisives pour une meilleure compréhension du monument,. Jacques Dubois développe en Touraine l'archéologie aérienne, suivant l'exemple de Roger Agache ou de René Goguey qu'il rencontre sur le site archéologique d'Alésia ; il découvre ainsi plusieurs dizaines de sites archéologiques en Indre-et-Loire dans le cadre de la mission de prospection qui lui est confiée par le ministère de la Culture.
Il reconstitue, dans les années 1980, le cabinet de physique du château de Chenonceau qu'il met en valeur au travers de plusieurs expositions et publications.
Il occupe plusieurs fonctions à la tête de la Société archéologique de Touraine à laquelle il adhère en 1965 : secrétaire général adjoint de 1979 à 1982, vice-président de 1982 à 1985 et enfin président 1985 à 1991.
Jacques Dubois meurt le 19 octobre 2016 à Tours, à l'âge de 87 ans. Il est inhumé à Semur-en-Auxois (Côte-d'Or).

## Publications
Jacques Dubois a publié plus d'une cinquantaine d'ouvrages et articles. La liste qui suit, très partielle, montre la diversité de ses centres d'intérêt.
- Jacques Dubois et Jean-Paul Sazerat, « L’Amphithéâtre de Tours », Mémoire de la Société archéologique de Touraine, t. VIII,‎ 1974, p. 41–74 (ISBN 2 85356 008 2).
- Jacques Dubois et Jean-Paul Sazerat, « L’Amphithéâtre de Tours, recherches récentes », Bulletin de la Société archéologique de Touraine, t. XXXVIII,‎ 1977, p. 355-378 (lire en ligne).
- Le Cabinet de physique et chimie du château de Chenonceau (XVIIIe siècle), constitué par Dupin de Francueil et Jean-Jacques Rousseau, complété d'appareils en provenance de Dijon, Tours, Société archéologique de Touraine, 1989, 51 p.
- Archéologie aérienne : Patrimoine de Touraine, Saint-Cyr-sur-Loire, Alan Sutton, 2003, 208 p. (ISBN 2 84910 264 4).